# Mikio Oda
Mikio Oda (* Hiroshima, 30 de marzo de 1905 – Hiroshima, 2 de diciembre de 1998) fue un atleta japonés y el primer medallista de oro olímpico de Japón. Fue el primer ganador asiático en los Juegos olímpicos en una competición individual.